# Maria Celina Sauvayre da Câmara

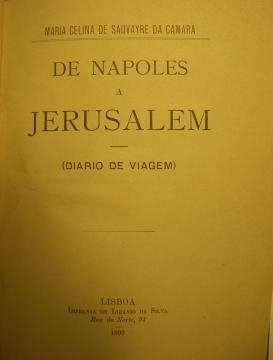
Capa de De Nápoles a Jerusalém, 1899

Maria Celina Sauvayre da Câmara (Funchal, 1 de setembro de 1856 - Lisboa, 1929) foi uma escritora de literatura de viagem portuguesa, natural da Ilha da Madeira.

## Vida
Filha de João Sauvayre da Câmara e de Matilde Lúcia de Sant’Ana e Vasconcelos Moniz de Bettencourt, nasceu no Funchal, na freguesia de Santa Luzia, a 1 de setembro de 1856. Proveniente de uma família da aristocracia funchalense, cuja história se liga ao panorama social, político, literário e cultural da Ilha, a autora cresce num ambiente letrado, atenta à literatura e às artes. Era neta da escritora madeirense Matilde de Sant’Ana e de Vasconcelos (1805-1888), a viscondessa das Nogueiras, que publicou, em 1862, Diálogos entre Uma Avó e Suas Netas, escolhido pelo Conselho Superior de Instrução Pública para uso nas escolas.
Na família da escritora não era só a avó a ter uma forte propensão para as letras: o tio Jacinto Augusto de Sant’Anna e Vasconcelos era poeta e também a sua tia-avó, Maria do Monte de Sant’Ana e de Vasconcelos, irmã do visconde das Nogueiras, colaborava na imprensa, mantinha um encontro regular de letrados em sua casa e dedicava-se à escrita, tendo publicado obras na área do romance histórico. A irmã mais nova de Maria Celina, Matilde Olímpia, destacou-se como compositora, poetisa e autora de comédia.
Maria Celina obteve considerável notoriedade no meio social e cultural português, como o comprovam as notícias publicadas no Diário Illustrado, de Lisboa, na secção “High-Life”, que dão conta dos seus passeios na avenida, do seu iminente regresso de Jerusalém e da sua chegada do estrangeiro, a 11 de maio de 1898. No Diário de Notícias, aquando do seu falecimento, é descrita como “senhora madeirense das mais ilustres pelo sangue, pelo espírito, pela inteligência” Viajante pela Europa e Médio Oriente, era conhecida pelo seu carácter cosmopolita.

## Obra
Em 1899, publicou, em Lisboa (pela Imprensa de Libanio da Silva), De Nápoles a Jerusalém: Diário de Viagem, relato das lembranças e impressões de uma longa viagem que tinha levado a autora da cidade italiana de Nápoles a Jerusalém (passando por Alexandria, Cairo e Jafa). Como escreve Luísa Antunes Paolinelli, a "obra de Maria Celina Sauvayre da Câmara insere-se no ambiente social e cultural do séc. XIX, quando a viagem começa a fazer parte do mundo da mulher, com o surgimento da ideia de “tempo livre” (na segunda metade do século) e da viagem pedagógica, o grand tour– longa viagem de “educação” e “europeização” das camadas mais elevadas da sociedade, que incluía paragens em Londres, Paris, Bruxelas, Roma –, iniciando-se, assim, o turismo feminino." Misto de diário de viagem turístico e de diário de peregrinação, o livro da escritora madeirense contém recomendações de viagem, apontamentos sobre os monumentos, as paisagens, as gentes, os costumes, bem como uma outra parte em que se dedica à descrição dos espaços simbólicos do cristianismo.